# Kuka muu muka
Kuka muu muka è l'ottavo album di studio del rapper finlandese Cheek, pubblicato il 20 settembre 2013. Il primo singolo estratto dall'album, Jossu, prevede la partecipazione di Jukka Poika e il brano è stato giudicato da YleX (emittente radiofonica statale finlandese) come il tormentone estivo 2013. Il secondo singolo, Timantit on ikuisia, è stato pubblicato ad agosto.
Entrambi i singoli hanno raggiunto la prima posizione della classifica dei singoli più venduti. Assieme a loro, altre sette brani sono entrati nella classifica, facendo in modo che Cheek diventasse il primo artista finlandese ad occupare nove posti su venti della classifica in una sola settimana. Anche l'album ha raggiunto il primo posto dei dischi più venduti.
L'album è stato premiato con il disco multiplatino per aver venduto oltre 40000 copie del singolo.

## Tracce
1. Älä pyydä mitään – 4:38
2. Timantit on ikuisia – 3:41
3. Vihaajat vihaa (feat. Kalle Kinos) – 3:59
4. Jossu (feat. Jukka Poika) – 3:13
5. Kuka muu muka – 3:39
6. Ota mut kiinni – 3:53
7. Fiiliksissä (feat. Diandra) – 3:24
8. Omat säännöt – 3:29
9. Niille joil on paha olla – 4:16
10. Parempi mies (feat. Samuli Edelmann) – 4:04
11. Profeetat (feat. Elastinen) – 4:01

Edizione Stadio
1. Äärirajoille – 3:30
2. Flexaa (feat. Sanni e VilleGalle) – 3:39
3. Jos mä oisin sä (feat. Uniikki, Redrama, Elastinen e Illi) (Rähinä Remix - Live @ Olympiastadion) – 4:28

## Classifica
| Classifica | Massima posizione |
| ---------- | ----------------- |
| Finlandia  | 1                 |